# マレ (イタリア)
マレ（イタリア語: Malé）は、イタリア共和国トレンティーノ＝アルト・アディジェ州トレント自治県にある、人口約2,200人の基礎自治体（コムーネ）。

## 地理

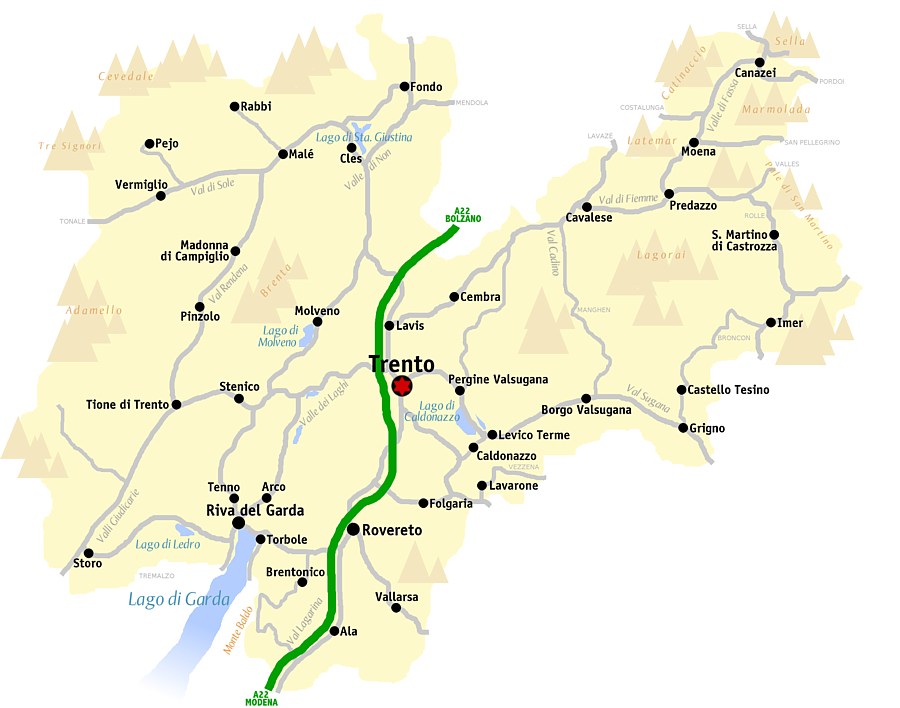
トレント県概略図

### 位置・広がり
トレント自治県北西部、ヴァル・ディ・ソーレに位置するコムーネ。県都トレントから北北西へ35km、ボルツァーノから西南西へ38km、ソンドリオから東北東へ82kmの距離にある。

#### 隣接コムーネ
隣接するコムーネは以下の通り。
| - ブレージモ - カルデス - クレス - コンメッツァドゥーラ - クロヴィアーナ - ディマーロ・フォルガリダ (ディマーロ、モンクラッシコ) - ラッビ - テルツォラース |

## 行政

### 分離集落
マレには、以下の分離集落（フラツィオーネ）がある。
- Arnago, Bolentina, Magras, Montes

### Comunita di valle
トレント自治県が設置した広域行政組織 Comunita di valle 「ヴァッレ・ディ・ソーレ」 (it:Comunità della Valle di Sole) の事務所所在地（Capoluogo）である。この地区には以下のコムーネが含まれる。
- カルデス、カヴィッツァーナ、コンメッツァドゥーラ、クロヴィアーナ、ディマーロ・フォルガリダ[5]、マレ、メッツァーナ、オッサーナ、ペーイオ、ペッリッツァーノ、ラッビ、テルツォラース、ヴェルミーリオ

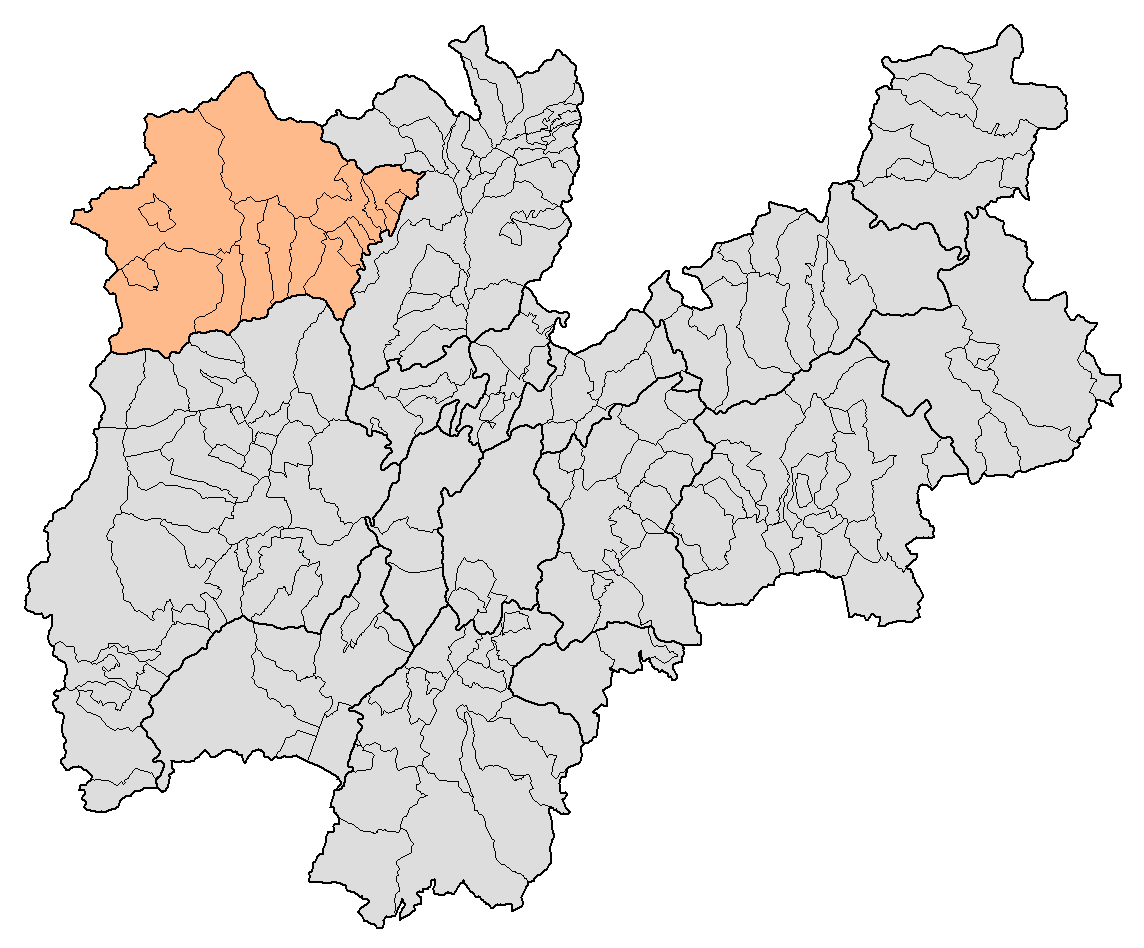
Comunità della Valle di Sole

## 住民

### 言語
| 少数言語話者の割合（2011年） | 少数言語話者の割合（2011年） | 少数言語話者の割合（2011年） | 少数言語話者の割合（2011年） | 少数言語話者の割合（2011年） |
| ---------------------------- | ---------------------------- | ---------------------------- | ---------------------------- | ---------------------------- |
|                              |                              |                              |                              |                              |
| ラディン語                   | ラディン語                   |                              | 2.9%                         | 2.9%                         |
| モケーニ語                   | モケーニ語                   |                              | 0.0%                         | 0.0%                         |
| チンブロ語                   | チンブロ語                   |                              | 0.0%                         | 0.0%                         |

2011年10月9日に行われた国勢調査によれば、住民2138人中61人（2.9%）がラディン語話者であった。